# Bledsoe (Familienname)
Bledsoe ist ein englischer Familienname.

## Herkunft und Bedeutung
Bledsoe ist ein Herkunftsname.

## Namensträger
- Aubrey Bledsoe (* 1991), US-amerikanische Fußballspielerin
- Benjamin Franklin Bledsoe (1874–1938), US-amerikanischer Jurist
- Drew Bledsoe (* 1972), US-amerikanischer Footballspieler
- Eric Bledsoe (* 1989), US-amerikanischer Basketballspieler
- Erin Bledsoe, US-amerikanische Autorin
- Jesse Bledsoe (1776–1836), US-amerikanischer Politiker
- Lucy Jane Bledsoe (* 1957), US-amerikanische Autorin
- Tempestt Bledsoe (* 1973), US-amerikanische Schauspielerin
- Woody Bledsoe (1921–1995), US-amerikanischer Mathematiker und Computerspezialist